# Liste der türkischen Botschafter in Spanien
Die Liste osmanischer und türkischer Botschafter in Spanien listet die Diplomaten mit Botschafterstatus des Osmanischen Reichs und der Türkei in der Zeit von 1857 bis heute (2011). 2007 feierte die türkische Botschaft (1857 noch als Gesandtschaft) in Madrid den 150. Jahrestag ihrer Eröffnung in der Hauptstadt Spaniens.

## Liste

### Osmanische Gesandte
| Ernennung Akkreditierung | Name                   | Bemerkungen | ernannt von   | akkreditiert bei | Posten verlassen |
| ------------------------ | ---------------------- | ----------- | ------------- | ---------------- | ---------------- |
| 1857                     | Kerho Efendi           |             | Abdülmecid I. | Isabella II.     | 1860             |
| 1881                     | Sermet Efendi          |             | Murad V.      | Emilio Castelar  | 1886             |
| 1887                     | Turhan Bey             |             | Murad V.      | Alfons XIII.     | 1893             |
| 1894                     | Ferudun Bey            |             | Murad V.      | Alfons XIII.     | 1897             |
| 1897                     | Necib Paşa             |             | Murad V.      | Alfons XIII.     | 1899             |
| 1900                     | İzzet Fuat Paşa        |             | Murad V.      | Alfons XIII.     | 1909             |
| 1909                     | Samipaşazade sezai Bey |             | Mehmed V.     | Alfons XIII.     | 1914             |

### Türkische Botschafter
| Ernennung Akkreditierung | Name                  | Bemerkungen | ernannt von           | akkreditiert bei     | Posten verlassen |
| ------------------------ | --------------------- | ----------- | --------------------- | -------------------- | ---------------- |
| 1921                     | Ragıp Raif Bey        |             | Fevzi Çakmak          | Alfons XIII.         | 1922             |
| 1929                     | Yahya Kemal Beyatlı   |             | Fevzi Çakmak          | Alfons XIII.         | 1934             |
| 1934                     | Tevfik Kamil Koperler |             | Ali Fethi Bey         | Niceto Alcalá Zamora | 1939             |
| 1939                     | Hulisi Fuat Tugay     |             | Refik Saydam          | Francisco Franco     | 1944             |
| 1951                     | Faik Zihni Akdur      |             | Adnan Menderes        | Francisco Franco     | 1952             |
| 1952                     | Kemal Köprülü         |             | Adnan Menderes        | Francisco Franco     | 1955             |
| 1955                     | Ferudun Cemal Erkin   |             | Adnan Menderes        | Francisco Franco     | 1957             |
| 1957                     | Haydar Görk           |             | Adnan Menderes        | Francisco Franco     | 1960             |
| 1960                     | Suad Hayri Köprülü    |             | Cemal Gürsel          | Francisco Franco     | 1960             |
| 1960                     | Kardi Rızan           |             | Cemal Gürsel          | Francisco Franco     | 1963             |
| 1963                     | Nureddin Vergin       |             | İsmet İnönü           | Francisco Franco     | 1965             |
| 1965                     | Seyfullah Esin        |             | Suad Hayri Ürgüplü    | Francisco Franco     | 1967             |
| 1967                     | Adnan Kural           |             | Suad Hayri Ürgüplü    | Francisco Franco     | 1969             |
| 1969                     | Sadi Eldem            |             | Suad Hayri Ürgüplü    | Francisco Franco     | 1972             |
| 1972                     | Zeki Kuneralp         |             | Ferit Melen           | Francisco Franco     | 1979             |
| 1979                     | Mehmet Baydur         |             | Süleyman Demirel      | Juan Carlos I.       | 1983             |
| 1984                     | Semih Akbil           |             | Turgut Özal           | Juan Carlos I.       | 1986             |
| 1986                     | Cenap Keskin          |             | Turgut Özal           | Juan Carlos I.       | 1988             |
| 1989                     | Nazmi Akıman          |             | Yıldırım Akbulut      | Juan Carlos I.       | 1990             |
| 1990                     | Nabi Şensoy           |             | Yıldırım Akbulut      | Juan Carlos I.       | 1994             |
| 1994                     | Aydın Yeğen           |             | Tansu Çiller          | Juan Carlos I.       | 1996             |
| 1996                     | Gün Gür               |             | Necmettin Erbakan     | Juan Carlos I.       | 1999             |
| 1999                     | Uğurtan Akıncı        |             | Mustafa Bülent Ecevit | Juan Carlos I.       | 2002             |
| 2003                     | Volkan Vural          |             | Recep Tayyip Erdoğan  | Juan Carlos I.       | 2007             |
| 2007                     | Ender Arat            |             | Recep Tayyip Erdoğan  | Juan Carlos I.       | 12. Mai 2011     |
| 12. Mai 2011             | Ayşe Sinirlioğlu      |             | Recep Tayyip Erdoğan  | Juan Carlos I.       |                  |